# والتر گیلر
والتر گیلر (به آلمانی: Walter Giller) (زاده ۲۳ اوت ۱۹۲۷ - درگذشته ۱۵ دسامبر ۲۰۱۱) بازیگر آلمانی بود.
از فیلم‌های معروف او می‌توان به بازی در شلیک در میزان سه‌چهارم و از همسایه خود بدزد اشاره کرد.